# Trainz
Trainz (dříve také známý jako Trainz Railroad Simulator nebo v Británii od roku 2006 Trainz Railway Simulator nebo od roku 2009 Trainz Simulator) je série 3D vlakových simulátorů vytvořena australským herním vývojářem N3V Games (dříve Auran). Hra byla vydána v několika verzích. Nejnovějším pokračováním je Trainz Railroad Simulator 2022.

## Historie verzí

### Trainz
Trainz: Beta verze 0.9 byla vydána v listopadu 2001 pro testovací účely. Obal hry obsahoval citát od Antoine de Saint-Exupéryho.[jaký?]

### Trainz Community Edition
Trainz CE byl vydán v prosinci 2001. Service Packy 1, 2 a 3 byly z roku 2002 a aktualizovaly Community Edition na verzi 1.3. V USA verzi je obyčejně známá jako Trainz 1.0. Service Pack 3 aktualizoval Trainz na verzi 1.3, existovaly dva buildy, 263 a 277, z nichž poslední byl pouze pro ne-anglické verze.

### Trainz Retail Edition
Trainz RE byla vydána v červnu 2002. Service Packy 1, 2 a 3 byly z roku 2002 a aktualizovaly Retail Edition na verzi 1.3. V USA verzi je obyčejně známé jako Trainz 1.1.1.

### Ultimate Trainz Collection
Ultimate Trainz Collection série, známá také pod zkratkou UTC nebo Trainz verze 1.5, byla vydána od 26. listopadu 2002 v Severní Americe. Jednalo se o první edici zahrnující program Paint Shed a přidávající podporu pro RailDriver.

### Trainz 2004
Trainz Railroad Simulator 2004 a Trainz Railway Simulator 2004 ve Velké Británii, TRS2004 nebo Trainz 2.0 byl vydán v září 2003. Trainz 2004 měl čtyři Service Packy vydané v letech 2004 a 2005. Trainz Railroad Simulator 2004 se Service Packem 4 byla první verze Trainz zahrnující průmyslová odvětví a naložitelných materiálů, které dovolil hráči dovážet různé zdroje (např. uhlí, dřevo a oceli a cestující do různých průmyslových odvětví a stanic v hratelné oblasti. Tam bylo přidáno mnoho průmyslových odvětví včetně naložitelných materiálů aktualizovaných o nové možnosti.

### Trainz 2006
Trainz Railroad Simulator 2006 byl vydán v září 2005. V Německu byl vydáván v Bluesky-Interactive, a byl nazýván ProTrain Perfect místo TRS2006

### Trainz 2007
Trainz Railroad Simulator 2007 (někdy zkracován na TRS2007) byl poprvé distribuován ve Francii, Belgii a Švýcarsku společností Anuman Interactive. Zpočátku byly dvě verze: Standardní verze, která se skládala z Trainz Railroad Simulator 2006 s aktualizací Service Pack 1, a Gold edice, jejíž součástí byly francouzské regionální add-on položky. Halycon media později distribuoval Trainz Railroad Simulator 2007 s německým regionálním obsahem pro německý, rakouský a švýcarský trh.

### Trainz 2009
Trainz Simulator 2009: World Builder Edition, nebo TS2009, byl vydán pro digitální stažení dne 27. listopadu 2008, a první krabicové verze byly dodány zákazníkům v polovině prosince 2008. TS2009 obsahuje veškerý obsah ze všech předchozích verzí vlaků, včetně těch regionálních, jako je Trainz Simulator 2007 a 2008. Jména tohoto regionálního obsahu však nebyla prezentována v angličtině.
Druhé vydání Trainz Simulator 2009: Engineers Edition, mělo být vydáno do konce dubna 2009, ale bylo zrušeno z neznámých důvodů. Engineers Edition měl být zaměřen na řízení a provoz, stejně jako další nový obsah. Jméno bylo později použito na Trainz Simulator 2010: Engineers Edition.

### Trainz 2010
Trainz Simulator 2010 (někdy zkracován na TS2010) , prakticky stejný jako TS 2009, jen byla přidána technologie Speedtree a několik nových vlaků a tratí.
Rovněž bylo předěláno hlavní menu hry.
V posledním Service Packu (balíček opravující chyby a přidávající nový oficiální obsah) byla přidána testovací verze multiplayeru.

### Trainz 2012
Trainz Simulator 12, nebo TS12, u nás jako Trainz Simulator 2012, byl vydán dne 12. dubna 2011. Mezi dalšími vylepšeními, tento produkt nabízí celou řadu nových linek, podporu Dopplerova efektu, satelitní pohled a poprvé také multiplayer (multiplayer byl veřejně testován v TS2010). Trainz kolekce k 10. výročí zahrnovala hru a další doplňky. Hra byla původně vydána pro předobjednávku 18. března 2011 v rámci limitované edice Trainz k 10. výročí.

### Trainz: A New Era
Trainz: A New Era (zkratkou TANE) je masivní skok vpřed, dodává modernizovanou grafiku, výkon, rysy, hraní, tvorbu tzv. procedurálních kolejí (kolejových objektů umožňujících generaci výhybek, multiplayer a mnohem více. Nový engine poskytuje plné stíny, nastavení až 15 km renderovací vzdálenosti, efekty stínů a zrcadlení, 64bitové zpracování a multithreading architektury pro lepší výkon.
Ačkoli je TANE výrazným krokem dopředu oproti ostatním verzím, hra je náročnější a graficky neúplná porovnáním s Kickstarter kampaní založenou N3V Games. To vyvolalo v hráčích smíšené reakce ohledně výsledného produktu.

### Trainz Model Railroad 2017
Trainz Model Railroad 2017 byl vydán 5. prosince 2016. Jedná se o Trainz v modelové železnici s podobnou grafikou jako v Trainz A New Era.

### Trainz Railroad Simulator 2019
První zmínky o Trainz Railroad Simulator 2019 přišly 11. května 2018, kdy firma N3V Games oznámila vývoj nové verze hry Trainz, která obsahuje lepší grafiku a fyzicky založené vykreslování. Předprodej začal již v červenci 2018 a hra oficiálně vyšla 7. ledna 2019.
Trainz Railroad Simulator 2019 přidal vylepšenou grafiku s realistickým osvětlením, nový design uživatelského rozhraní a menší grafická vylepšení.

### Trainz Railroad Simulator 2022
Trainz Railroad Simulator 2022 přidává oproti předešlým verzím Surveyor 2.0 - vylepšený program pro tvorbu map.

## Kritika
Série her Trainz byla v minulosti kritizována za technické problémy, především optimalizaci, ve svých hrách a také za vysoké ceny DLC, komunitního obsahu a přístupu k Download Station - databázi obsahu vytvořeného komunitou.